# 후지와라 사쿠라
후지와라 사쿠라(일본어: 藤原 さくら, 1995년 12월 30일 ~ )는 일본의 여성 싱어송라이터이다.
후쿠오카현 후쿠오카시 출신. 아뮤즈 소속.

## 내력
10세 때, 아버지로부터 클래식 기타를 받은 것을 계기로, 기타를 시작한다.
고교 1학년 때, 드럼이나 탭 댄스를 하고 있던 친구에게 영향을 받아, 본격적으로 음악에 몰두해 후쿠오카의 보컬 스쿨에 들어간다. 금방 보게 된 오디션에서 과제로 오리지널 곡이 세 곡 필요하게 되어, 처음으로 곡을 만든다.
고교 시절, 세 장의 미니 앨범을 발매. 3학년 때, 첫 스튜디오 앨범 《full bloom》을 만들어 낸다. 2015년 3월 18일, SPEEDSTAR RECORDS로부터 미니 앨범 《à la carte》로 메이저 데뷔.

## 음반 작품

### 싱글
| SPEEDSTAR RECORDS |                |      |           |                     |  |
| 1                 | 2016년 6월 8일 | Soup | CD+DVD CD | VIZL-983 VICL-37177 |  |

#### 전달 한정
| 발매일           | 타이틀                  | 규격            |
| ---------------- | ----------------------- | --------------- |
| 2015년 2월 4일   | Just one girl           | 디지털 다운로드 |
| 2015년 12월 16일 | 「かわいい」 「귀여워」 | 디지털 다운로드 |

### 앨범

#### 오리지널 앨범
| SPACE SHOWER MUSIC |                 |              |    |            |        |
| -                  | 2014년 3월 5일  | full bloom   | CD | WGCA-3011  | 인디즈 |
| SPEEDSTAR RECORDS  |                 |              |    |            |        |
| 1                  | 2016년 2월 17일 | good morning | CD | VICL-64482 | 메이저 |

#### 미니 앨범
| SPEEDSTAR RECORDS |                 |            |    |            |        |
| 1                 | 2015년 3월 18일 | à la carte | CD | VICL-64288 | 메이저 |

## 출연

### 드라마
- 러브송 (2016년 4월 ~ 6월, 후지 TV) - 사노 사쿠라 역

## 수상
- 제4회 컨피던스 어워드 드라마상 신인상 (《러브송》)